# Grotta di Moncodeno
La grotta del Mocodeno (nota anche come La Ghiacciaia o La Ghiacciaia del Moncodeno) è una grotta che si trova sul Lago di Como nel territorio del comune di Esino Lario in provincia di Lecco, esattamente sopra Lierna, nelle vicinanze del Rifugio Bogani ed è raggiungibile dall'Alpe Cainallo.

## Storia
La grotta fu a lungo usata per la produzione di ghiaccio, trasportato con i muli verso Milano, inizialmente per fornire le famiglie reali d'Italia e i nobili di Milano, come se fosse una cava.
A partire dai primi anni del 1500, sotto il governo di Ludovico il Moro (Ludovico Maria Sforza), il Ducato di Milano avviò importanti iniziative per lo sviluppo della città e del territorio circostante. Si comprese l'importanza del freddo per la conservazione degli alimenti e, nei secoli successivi, dalle grotte del Moncodeno, sulle Grigne, partirono regolarmente carovane di muli e carri dirette a Milano, cariche di blocchi di ghiaccio estratti dalle cavità delle montagne lecchesi.
Anche Leonardo da Vinci, nel corso dei suoi studi sui fenomeni naturali legati all'acqua, manifestò grande interesse per queste ghiacciaie naturali. Durante i suoi viaggi tra la Brianza e le montagne lecchesi, analizzò il sistema idrico della Grigna e il misterioso torrente Fiumelatte, noto per il suo flusso intermittente. Questo torrente, ancora oggi oggetto di esplorazioni speleologiche, si getta nel Lago di Como a Varenna. Leonardo visitò e descrisse la celebre "Giazzéra di Moncodeno", osservando attentamente i depositi di ghiaccio perenne.
L'interesse per il ghiaccio delle Grigne non si limitò al Rinascimento. Niccolò Stenone, uno dei primi studiosi ad approfondire le ricerche sul ghiaccio in grotta, ne fece un oggetto di studio scientifico. Il trasporto di ghiaccio dalle spelonche della Grigna proseguì fino agli inizi del XX secolo, servendo soprattutto le esigenze delle classi abbienti. Tra i principali utilizzatori vi furono i Savoia, che, nella loro Villa Reale di Monza, sfruttavano il ghiaccio delle Grigne per conservare cibi come carni e verdure.
Nel 1967 vengono creati il sentiero turistico interno alla grotta e la scalinata in ferro di 15 metri per giungere alla base della grotta.

## Descrizione
Facente parte di un antico ramo delle Alpi Orobie. La grotta è ancora avvolta nel mistero e, secondo alcune leggende, le sue acque raggiungerebbero Fiumelatte, al confine di Lierna.
Lo scioglimento dei ghiacci che sta avvenendo permette di scoprire nuovi tratti inesplorati e svelare nuovi misteri.